# Атляс України й сумежних країв
Атляс України й сумежних країв (англ. Atlas of Ukraine and adjoining Countries) — перший український національний видавничий атлас 1937 року під загальною редакцією Володимира Кубійовича. Карти технічно опрацьовані Миколою Кулицьким. У виданні детально висвітлено та опубліковано географічні карти України та українських етнічних земель. Виданий у Львові в Українському видавничому інституті у Львові за фінансування та організацією Наукового товариства імені Шевченка. Твір підсумував український картографічний період. Над виданням працювало десятки українських вчених. Наклад видання становив 4000 екземплярів. Понад 1000 примірників було знищено комуністичною владою.

## Опис

### Автори
Виконання карт здійснювалось у львівській графічні майстерні А. Геґедіса. Мапи, схема, графіка та діаграми з палітуркою надруковані в друкарні та палітурні Наукового товариства імені Шевченка. Підготовку карту у більшості здійснювали вісімнадцять співавторів, дванадцять з котрих мали наукові звання та ступені: Володимир Кубійович, Володимир Дорошенко, Едвард Жарський, Іван Зілинський, Роман Зубик, Василь Іванис, Борис Іваницький, Іван Крип'якевич, Микола Кулицький, Левко Лукасевич, Микола Мельник, Я. Пастернак, Юрій Полянський, Валентин Садовський, Іван Тесля, Ігор Федів, Євген Храпливий, Володимир Чередіїв. Переважна більшість вчених працювала у Львові та вони були членами Наукового товариства імені Шевченка.

### Зміст
Видання уміщувало у себе приблизно 150 карт та картосхем. Більшість карт була виконана Володимиром Кубійовичем самостійно або у співавторстві. Близько 25 карт та картосхем виконано Ігорем Федівим. Карти технічно опрацьовані Миколою Кулицьким у масштабі: 1:500 000, 1: 10 000 000, 1:15 000 000. Для цього використано актуальні на час публікації картографічні технології та засоби: спосіб кольорового тла, картодіаграми та картограми, значків, ізоліній, крапковий спосіб та спосіб ліній руху, часова динаміка та інше.
Атлас поділяється на дві частини: текстову та графічну. У першій частині описана методика підготовки карт, зазначення статистичних, картографічних та інших джерел, які використовувались під час створення атласу. Друга частина містить картографічні публікації. У роботі висвітлюється актуальний на час публікації розвиток та розміщення організацій («Просвіта»), закладів кооперації («Сільський господар», «Маслосоюз»), шкільництва («Рідна школа») та фізичного виховання «Сокіл» та іншим у Галичині. Близько 125 карт присвяченому природі, демографії та складу господарству українських земель у складах СРСР, Польщі, Румунії, Чехо-Словаччині. Опубліковані також фізичні, геологічні, ґрунтові, підсонні, рослинні та природні карти. Демографія висвітлена у 37 картах з наголосом на українцях — 12 мап. Опубліковано проживання етнічних груп в Україні (виконання кольоровим тлом та крапковим у домінації українців над іншими етносами); нестачу, щільність, еміграцію, види господарства, еміграцію та міграцію українців у межах України та за її межами. Також розміщено народжуваність, смертність, економіко-господарчі показники — які містять найбільшу кількість карт (56 мап). Окремо опубліковані карти корисних копалин, виробництва, промисловості, залізниці, українського друку, періодики. Переважна кількість карт — аналітична.

### Значення
Видання Атласу підсумувало здобутки українську географічну та картографічної школи перед Другою світовою війною. Під час радянської влади частина накладу атласу була знищено, саме видання було заборонене. Друге видання Національного атласу України здійснено у 2007 році.